# La Trinidad (Benguet)
La Trinidad is een gemeente in de Filipijnse provincie Benguet op het eiland Luzon. La Tinidad is tevens de hoofdstad van deze provincie. Bij de laatste census in 2007 had de gemeente bijna 98 duizend inwoners.

## Geografie

### Bestuurlijke indeling
La Trinidad is onderverdeeld in de volgende 16 barangays:
| - Alapang - Alno - Ambiong - Bahong - Balili - Beckel - Bineng - Betag | - Cruz - Lubas - Pico - Poblacion - Puguis - Shilan - Tawang - Wangal |

## Demografie
La Trinidad had bij de census van 2007 een inwoneraantal van 97.810 mensen. Dit zijn 29.847 mensen (43,9%) meer dan bij de vorige census van 2000. De gemiddelde jaarlijkse groei komt daarmee uit op 5,15%, hetgeen hoger is dan het landelijk jaarlijks gemiddelde over deze periode (2,04%). Vergeleken met de census van 1995 is het aantal mensen met 34.721 (55,0%) toegenomen.

De bevolkingsdichtheid van La Trinidad was ten tijde van de laatste census, met 97.810 inwoners op 70 km², 1397,3 mensen per km².